# 蔡順

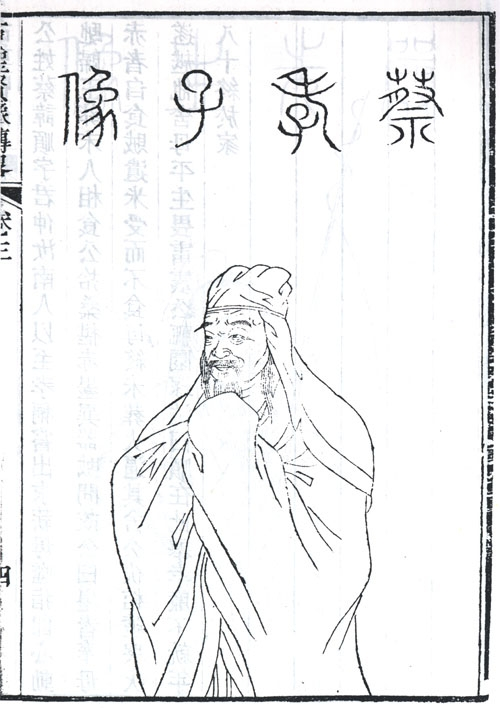
蔡順

蔡 順（さい じゅん、生没年不詳）は、孝子として知られる後漢の人物。字は君仲。本貫は汝南郡安成県。

## 経歴
若くして父を失い、母に仕えて孝行なことで知られた。母が死去すると、太守の韓崇に召し出されて東閤祭酒となった。後に太守の鮑衆により孝廉に察挙されたが、蔡順は墓から遠く離れることはできないとして、官につかなかった。家で80歳で死去した。

## 逸話・人物

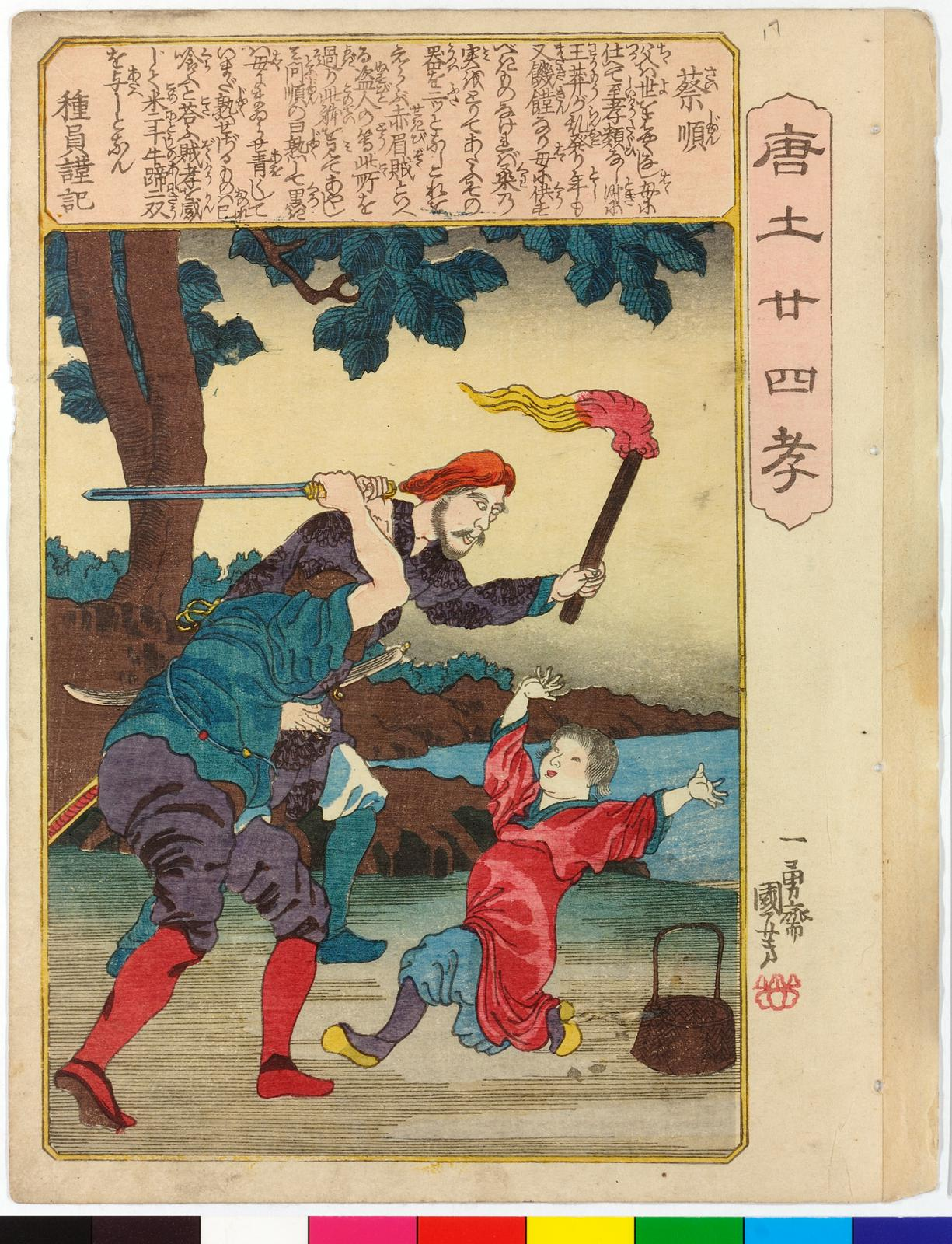
唐土二十四孝

- 王莽の乱のとき、凶作の年で食糧が充分でなかったため、蔡順は桑の実を拾って別の器に盛りつけていた。赤眉の反乱兵がこれを見てわけを訊ねると、蔡順は「黒いものは母に奉じるため、赤いものは自分が食べるためです」と答えた。反乱兵はその孝行に同情して、白米三斗と牛蹄一対を蔡順に与えた[1]。
- 蔡順が薪を求めて外出していたとき、不意の来客が留守宅にやってきた。母は蔡順が帰ってくるよう望んで、自分の指を噛んだ。すると蔡順は心動かされて、薪を捨てて馳せ帰り、跪いてそのわけを訊ねた。母は「急な客がやってきたので、わたしが指を噛めばおまえもわかると思っただけです」と答えた。
- 蔡順の母は90歳で寿命を迎えて亡くなった。葬儀が済まないうちに屋内で火災が起こり、火がもがりの部屋に迫ったため、蔡順は柩を抱えて伏し、号哭して天に叫ぶと、火は他の部屋に延焼していったが、遺体に火が及ぶことはなかった。
- 蔡順が太守の韓崇に祭酒として召し出された。蔡順の母はいつも雷を恐れていたため、亡くなった後に雷の震音があるたびに、蔡順は「順はここにいます」といって、あごをしゃくらせて泣いていた。韓崇がこのことを聞くと、雷があるたびに車馬を手配して蔡順を墓所まで送らせた。

## 伝記資料
- 『後漢書』巻39 列伝第29